# Tái Phong
Tái Phong (chữ Hán: 載灃; bính âm: Zài Fēng; tiếng Mãn: ᡯᠠᡳ
ᡶᡝᠩ, Möllendorff: Dzai Feng, Abkai: Zai Feng; 12 tháng 2, năm 1883 - 3 tháng 2, năm 1951), Ái Tân Giác La, biểu tự Bá Hàm (伯涵), hiệu Tĩnh Vân (靜雲), vãn niên tự hiệu Thư Phích (書癖), lại cải tên họ Tải Tĩnh Vân (載靜雲), thường được gọi là Hòa Thạc Thuần Thân vương (和碩醇親王), được biết đến trong lịch sử Trung Quốc với tư cách là Nhiếp chính vương cuối cùng của nhà Thanh. Với cương vị Nhiếp Chính vương, ông cũng là người cai trị thực tế trong thời kì của con trai ông là Tuyên Thống Đế Phổ Nghi, trong thời gian từ năm 1908 đến khi bị Long Dụ Thái hậu bãi nhiệm vào năm 1912.
Trong lịch sử Đại Thanh, ông cùng Đa Nhĩ Cổn là hai vị Thân vương hiếm hoi có được tước vị ["Nhiếp Chính vương"], toàn quyền nhiếp chính cho một Hoàng đế.

## Thân thế
Nhiếp Chính vương Tái Phong sinh ngày 5 tháng 1 (âm lịch) năm Quang Tự thứ 9 (1883), là con trai thứ 5 của Thuần Hiền Thân vương Dịch Hoàn và là thứ hai nếu chỉ tính những người sống đến tuổi trưởng thành. Thân mẫu của ông là Trắc Phúc tấn Lưu Giai thị, tên Thúy Nghiên, con gái Ngũ phẩm Điển vệ Lưu Đức Khánh (刘德庆), phục vụ trong phủ Thuần Thân vương trước khi trở thành thiếp của cha ông. Bà vốn là người Hán với họ là Lưu thị, sau khi trở thành thiếp của Thuần Hiền Thân vương Dịch Hoàn thì cải thành họ Mãn Châu là [Lưu Giai thị; 劉佳氏].
Năm Đồng Trị thứ 13 (1875), Đồng Trị Đế băng hà khi mới 18 tuổi. Anh của ông là Tái Điềm được Từ An Thái hậu và Từ Hi Thái hậu chọn làm người thừa kế ngai vàng, tức là Thanh Đức Tông Quang Tự Hoàng đế. Thuần Thân vương Dịch Hoàn trở thành cha của Đương kim Hoàng đế, cho nên ông có địa vị và ảnh hưởng lớn trong triều đình nhà Thanh, dù Từ Hi Thái hậu luôn lấy lý do ông là sinh phụ của Hoàng đế mà hạn chế quyền hành.
Sau sự kiện ["Giáp Thân dịch xu"], Thuần Thân vương Dịch Hoàn được Từ Hi Thái hậu tin tưởng giao cho chức vị Quân cơ đại thần trong Quân cơ xứ với lý do là sinh phụ của Hoàng đế, cũng bởi một phần vì bởi Phúc tấn của ông, mẹ ruột của Quang Tự Đế là Uyển Trinh vốn là em gái của Từ Hi Thái hậu.

## Sự nghiệp

### Tập tước Thuần vương (1891-1908)
Tháng giêng năm Quang Tự thứ 16 (1891), Dịch Hoàn qua đời, Tái Phong lúc này mới tám tuổi ngay lập tức được tập tước [Thuần Thân vương; 醇親王]. Trong phong trào Nghĩa Hòa Đoàn năm 1900, khi quân đội của Liên quân tám nước chiếm đóng Bắc Kinh, Phúc tấn sắp cưới của ông đã tự vẫn để không rơi vào tay kẻ thù.
Năm Quang Tự thứ 27 (1901), tháng giêng, thụ chức Duyệt binh Đại thần, chuyển đến Tây An. Tháng 5, thụ chức Đầu đẳng Chuyên sứ, thay mặt triều đình nhà Thanh tới Đức cáo lỗi về việc Công sứ Đức tại Bắc Kinh, Nam tước Clemens von Ketteler bị sát hại năm 1900. Tháng 6, ông rời khỏi nước Đức bằng đường biển và có cuộc hội kiến Hoàng đế Wilhelm II tại Berlin vào tháng 8 cùng năm. Ông cũng đi du lịch châu Âu trước khi trở về Trung Quốc và trở thành Hoàng thân đầu tiên của nhà Thanh được xuất dương.
Từ Hi Thái hậu hài lòng với sứ mệnh của Tái Phong ở nước Đức, vì tương truyền ông là đã không quỳ xuống hành lễ với Wilhelm II mặc cho người Đức ép buộc. Tuy nhiên ngược lại ở Trung Quốc, việc quỳ gối trước mặt Hoàng đế là điều bắt buộc với các công sứ nước ngoài, vì mọi phái đoàn ngoại giao đều được coi là phái đoàn triều cống. Ông trở thành người được bảo hộ của các cường quốc ngoại quốc, uy tín của ông tăng lên nhanh chóng trong triều đình: năm Quang Tự thứ 33 (1907), thụ chức Quân cơ Đại thần, thượng học tập Hành tẩu; năm Quang Tự thứ 34 (1908), nhậm chức Quân cơ Đại thần.
Nhận thấy địa vị của ông trong triều đình ngày một vững chắc, Từ Hi Thái hậu luôn cảnh giác và muốn ràng buộc ông. Năm Quang Tự thứ 28 (1902), bà đã lệnh cho Tái Phong kết hôn với Ấu Lan, con gái của Vinh Lộc, một đại thần thủ cựu trung thành với Từ Hi. Vinh Lộc đóng vai trò quyết định trong việc đàn áp Mậu Tuất Chính biến và giam cầm Hoàng đế Quang Tự. Tái Phong rất ghét ông ta, tuy nhiên để bảo toàn danh dự ông buộc phải chấp nhận cuộc hôn nhân này, để Từ Hi không còn xem ông như một mối đe dọa. Vì vậy, sau này, Phổ Nghi, con trai đầu của Tái Phong được xem xét để lập làm tự quân. Ấu Lan còn sinh Phổ Kiệt và ba con gái là Uẩn Anh, Uẩn Hòa và Uẩn Dĩnh.

### Nhiếp Chính vương (1908-1911)

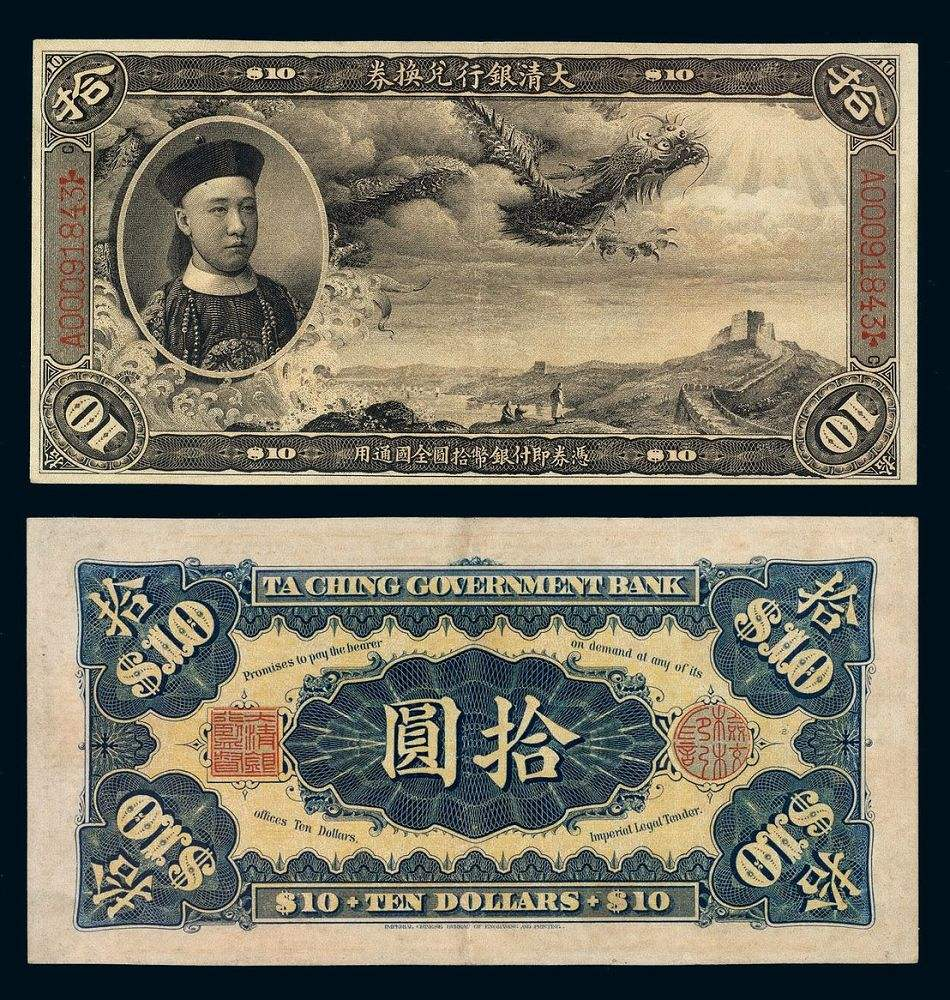
Tiền giấy phát hành thời Thanh mạt, có in hình Tái Phong.

Năm Quang Tự thứ 34 (1908), tháng 10, Quang Tự Đế băng hà. Từ Hi Thái hoàng Thái hậu hậu ban chỉ dụ lập con trưởng của Thuần Thân vương Tái Phong là Phổ Nghi lên ngôi Hoàng đế, đổi niên hiệu là Tuyên Thống, mệnh Thuần Thân vương Tái Phong làm [Nhiếp Chính vương; 摄政王], mệnh "Giám quốc", có toàn quyền quản lý triều chính, cùng Long Dụ Thái hậu quản lý trong ngoài triều đình. Ngày hôm sau, Thái hoàng Thái hậu băng.
Sau khi có được quyền lực, việc đầu tiên mà Tái Phong làm đó là trừng phạt thống soái quân Bắc Dương Viên Thế Khải, bởi vì Viên đã phản bội Quang Tự Đế và hỗ trợ Vinh Lộc trong cuộc Chính biến Mậu Tuất. Có tin đồn rằng Quang Tự Đế mất vì bị Khánh Thân vương Dịch Khuông và Viên đầu độc, nên nhiều người muốn giết Viên, tuy nhiên nếu Viên chết thì quân Bắc Dương sẽ nổi loạn nên Long Dụ Thái hậu bãi miễn quan tước của Viên, cho về Hà Nam dưỡng bệnh.
Trong khoảng thời gian nhiếp chính, Tái Phong dự định thực hiện những cải cách kinh tế - chính trị được khởi xướng sau phong trào Nghĩa Hòa Đoàn kết thúc năm 1901, tuy nhiên ông bị giằng xế bởi phe bảo thủ của quan lại người Mãn và phe cải cách của các quan lại người Hán. Triều đình dự kiến lập hiến vào năm 1916 và bắt đầu từ ngày 5 tháng 2 năm 1909 (Tuyên Thống nguyên niên), các hội đồng lập pháp cấp tỉnh và các cuộc bầu cử cấp địa phương được thiết lập (trước đó, một cuộc bầu cử tại Thiên Tân đã diễn ra vào năm 1907). Tới ngày 14 tháng 10, 21 hội đồng lập pháp cấp tỉnh đã bầu cử xong. Đại đa số cử tri là những người ủng hộ quân chủ lập hiến. Những người cách mạng nhanh chóng chiếm lấy các hội đồng. Quốc hội nhóm họp tại Bắc Kinh ngày 3 tháng 10 năm 1910 (Tuyên Thống thứ 2) phải bổ nhiệm thêm 200 đại biểu. Các tỉnh đề nghị gửi 98 thành viên tới Tân Cương để tổ chức bầu cử. Tái Phong chỉ chấp nhận 96 thành viên. Các đại biểu quốc hội kêu gọi lập hiến, gây sức ép khiến Tái Phong phải lùi thời hạn lập hiến xuống năm 1913.
Cơ quan Quân cơ xứ bị bãi bỏ, thay vào đó là một Nội các mới do Khánh Thân vương Dịch Khuông làm Tổng lý (Thủ tướng), được thiết lập vào ngày 8 tháng 5 năm 1911 (Tuyên Thống thứ 3). Bề ngoài việc này có vẻ tiến bộ, nhưng thực ra là nguyên tắc Mãn-Hán ngang nhau gần như bị bãi bỏ, vì trong 13 thành viên Nội các chỉ có bốn người Hán, như vậy có chín người Mãn, mà 7 người là Hoàng tộc. Ngay hôm sau, Nội các mới tuyên bố quốc hữu hóa đường sắt. Nhiều thương nhân, địa chủ đầu tư vào ngành đường sắt, nay được tin chỉ được bồi thường số tiền bằng một phần tư số vốn của họ. Điều này đã khiến giai cấp tư sản và nhân dân căm phẫn, bắt đầu tiến hành phong trào bảo vệ đường sắt, châm ngòi cho một cuộc cách mạng. Những người cách mạng hoạt động phản Thanh ngày một gia tăng, bằng chứng là tháng 2 năm Tuyên Thống thứ 2 (1910), Uông Tinh Vệ định ám sát Tái Phong song không thành. Vốn không có thực tài, lại gặp phải giai đoạn khó khăn nên sự thiếu kinh nghiệm chính trị, thiếu quyết đoán của Tái Phong càng đấy nhà Thanh đi nhanh tới sự suy vong.
Ngày 10 tháng 10 năm 1911 (ngày 19 tháng 8 năm Tuyên Thống thứ 3), cuộc Khởi nghĩa Vũ Xương bùng nổ, đánh dấu sự bắt đầu của Cách mạng Tân Hợi với mục đích lật đổ nhà Thanh, thành lập nền cộng hòa. Triều đình nhà Thanh trong cơn tuyệt vọng buộc phải triệu hồi Viên Thế Khải đang dưỡng bệnh ở Hà Nam về làm Tổng đốc Lưỡng Hồ để đàn áp cách mạng. Ngày 16 tháng 11, Viên Thế Khải ép nhà Thanh phải phong cho ông ta làm Tổng lý Nội các. Ngày 6 tháng 12, Tái Phong từ chức Giám quốc Nhiếp Chính vương, trở về phủ Thuần Thân vương, quyền nhiếp chính về tay Long Dụ Thái hậu.
Khi ông trở về phủ vào hôm đó, ông đã nói: "Bây giờ tôi đã trở về nhà, và cuối cùng đã có thể chăm sóc được cho các con của tôi". Người ta nói rằng, Tái Phong cảm thấy vô cùng thanh thản khi bước ra khỏi nhiệm sở.

## Cuối đời
Sau khi nhà Thanh cáo chung năm 1911, Tái Phong vẫn là một nhân vật khả kính cả đối với Quốc dân đảng và Đảng Cộng sản bởi họ đánh giá cao sự tự nguyện rời bỏ vị thế đầy quyền lực và ủng hộ Trung Quốc trở thành một nước cộng hòa của ông. Tổng thống lâm thời Trung Hoa Dân quốc Tôn Trung Sơn đã tiếp đón ông tại Bắc Kinh tháng 9 năm 1912, trong đó đã vinh danh Tái Phong và sự ủng hộ mà ông dành cho Trung Hoa Dân quốc.
Sau khi Long Dụ Thái hậu mất vào năm 1913, Tái Phong vẫn quản lý "triều đình nhỏ" của con trai ông Phổ Nghi cho đến khi Phổ Nghi bị trục xuất khỏi Tử Cấm Thành vào năm 1924. Năm 1917, quân phiệt Trương Huân tuyên bố "phục vị" cho Phổ Nghi và nói rằng [Không cho phép thân thích của Hoàng đế tham chính; 不准親貴參政], do đó vai trò của Tái Phong lại bị quên lãng.
Tái Phong sống ở Bắc phủ (北府) tại Bắc Kinh. Ông dành hầu hết thời gian của mình cho việc đọc tân thư, nhất là sách lịch sử và báo chí mới xuất bản. Sau năm 1911 ông kết hôn với người vợ mới là Đặng Giai thị, bà cũng sinh cho ông một số đứa con nữa. Đích Phúc tấn của ông, Ấu Lan, đã tự sát bằng thuốc phiện vào năm 1921 vì bị Đoan Khang Thái phi trách mắng vì những hành vi sai trái của con trai bà là Phổ Nghi.
Năm 1928, Tái Phong chuyển đến Thiên Tân. Ông sống trong tô giới của Anh và Nhật Bản. Tháng 8 năm 1929, Thiên Tân bị lụt, ông lại chuyển về Bắc phủ. Trong chiến tranh Trung - Nhật, ông bày tỏ lập trường không ủng hộ việc thành lập nhà nước bù nhìn Mãn Châu Quốc và cố ngăn con trai Phổ Nghi song không thành. Ngày 1 tháng 3 năm 1933, Phổ Nghi lên làm Hoàng đế Mãn Châu Quốc, lấy niên hiệu Đại Đồng, năm 1934 cải niên hiệu thành Khang Đức. Tái Phong ba lần đến Mãn Châu thăm con trai, nhưng ông luôn từ chối làm việc cho nhà nước này. Phổ Nghi muốn đón cha về sống tại Mãn Châu Quốc nhưng Tái Phong lấy cớ bị ốm để từ chối và trở về Bắc Kinh. Khi Quốc dân Cách mạng quân tái chiếm Bắc Kinh từ tay người Nhật, Thị trưởng Bắc Kinh đã gửi thư cho Tái Phong ghi nhận thái độ của ông trong thời gian Nhật chiếm đóng.
Sau khi cuộc Nội chiến Trung Quốc kết thúc và nước Cộng hòa Nhân dân Trung Hoa thành lập năm 1949, Tái Phong nhận được sự quan tâm lớn từ phía Đảng và Nhà nước Trung Quốc. Ông đã bán Bắc phủ cho chính phủ để họ khắc phục những khó khăn về tài chính. Ông cũng bán thư viện và bộ sưu tập nghệ thuật của mình cho Đại học Bắc Kinh, đồng thời cứu trợ các nạn nhân trong trận lụt sông Hoài Hà diễn ra vào năm 1950.
Cuối cùng, Tái Phong mất ngày 3 tháng 2 năm 1951 tại Bắc Kinh, thọ 67 tuổi. Nhiều con cháu của ông vẫn tiếp tục sinh sống tại Bắc Kinh, như con trai thứ của ông Phổ Nhậm (sau đổi tên thành Kim Hữu Chi) và các con của Phổ Nhậm là Kim Dục Chướng và Kim Dục Lam. Họ đã đổi họ Ái Tân Giác La của mình thành họ Trung Quốc Kim (金), nghĩa là "vàng", bởi trong tiếng Mãn "Ái Tân" (Aisin) cũng có nghĩa là "vàng".

## Gia đình
| \| \| \| \| \| \| \| \| \| \| \| \| \| \| \| \| \| \| \| \| 11. Cao Tông Thuần Hoàng đế Hoằng Lịch \| \| \| \| \| \| \| \| \| \| \| \| \| \| \| \| \| \| \| \| \| \| \| \| \| \| \| \| \| \| \| \| \| \| \| \| \| \| \| \| \| \| \| \| \| \| \| \| \| \| \| \| \| \| 7. Nhân Tông Duệ Hoàng đế Ngung Diễm \| \| \| \| \| \| \| \| \| \| \| \| \| \| \| \| \| \| \| \| \| \| \| \| \| \| \| \| \| \| \| \| \| \| \| \| \| \| \| \| \| \| \| \| \| \| \| \| \| \| \| \| \| \| 12. Hiếu Nghi Thuần Hoàng hậu Ngụy Giai thị \| \| \| \| \| \| \| \| \| \| \| \| \| \| \| \| \| \| \| \| \| \| \| \| \| \| \| \| \| \| \| \| \| \| \| \| \| \| \| \| \| \| \| \| \| \| \| \| \| \| \| \| \| \| 4. Tuyên Tông Thành Hoàng đế Mân Ninh \| \| \| \| \| \| \| \| \| \| \| \| \| \| \| \| \| \| \| \| \| \| \| \| \| \| \| \| \| \| \| \| \| \| \| \| \| \| \| \| \| \| \| \| \| \| \| \| \| \| \| \| \| \| 13. Tam đẳng Thừa Ân công Hòa Nhĩ Kinh Ngạch (和尔经额) \| \| \| \| \| \| \| \| \| \| \| \| \| \| \| \| \| \| \| \| \| \| \| \| \| \| \| \| \| \| \| \| \| \| \| \| \| \| \| \| \| \| \| \| \| \| \| \| \| \| \| \| \| \| 8. Hiếu Thục Duệ Hoàng hậu Hỉ Tháp Lạp thị \| \| \| \| \| \| \| \| \| \| \| \| \| \| \| \| \| \| \| \| \| \| \| \| \| \| \| \| \| \| \| \| \| \| \| \| \| \| \| \| \| \| \| \| \| \| \| \| \| \| \| \| \| \| 14. Vương Giai thị \| \| \| \| \| \| \| \| \| \| \| \| \| \| \| \| \| \| \| \| \| \| \| \| \| \| \| \| \| \| \| \| \| \| \| \| \| \| \| \| \| \| \| \| \| \| \| \| \| \| \| \| \| \| 2. Thuần Hiền Thân vương Dịch Hoàn \| \| \| \| \| \| \| \| \| \| \| \| \| \| \| \| \| \| \| \| \| \| \| \| \| \| \| \| \| \| \| \| \| \| \| \| \| \| \| \| \| \| \| \| \| \| \| \| \| \| \| \| \| \| 15. Thông phán Bách Lộc (百禄) \| \| \| \| \| \| \| \| \| \| \| \| \| \| \| \| \| \| \| \| \| \| \| \| \| \| \| \| \| \| \| \| \| \| \| \| \| \| \| \| \| \| \| \| \| \| \| \| \| \| \| \| \| \| 9. Bút thiếp thức Linh Thọ (灵寿) \| \| \| \| \| \| \| \| \| \| \| \| \| \| \| \| \| \| \| \| \| \| \| \| \| \| \| \| \| \| \| \| \| \| \| \| \| \| \| \| \| \| \| \| \| \| \| \| \| \| \| \| \| \| 5. Trang Thuận Hoàng quý phi Ô Nhã thị \| \| \| \| \| \| \| \| \| \| \| \| \| \| \| \| \| \| \| \| \| \| \| \| \| \| \| \| \| \| \| \| \| \| \| \| \| \| \| \| \| \| \| \| \| \| \| \| \| \| \| \| \| \| 10. Ông thị \| \| \| \| \| \| \| \| \| \| \| \| \| \| \| \| \| \| \| \| \| \| \| \| \| \| \| \| \| \| \| \| \| \| \| \| \| \| \| \| \| \| \| \| \| \| \| \| \| \| \| \| \| \| 1. Tải Phong \| \| \| \| \| \| \| \| \| \| \| \| \| \| \| \| \| \| \| \| \| \| \| \| \| \| \| \| \| \| \| \| \| \| \| \| \| \| \| \| \| \| \| \| \| \| \| \| \| \| \| \| \| \| 6. Ngũ phẩm Điển vệ Lưu Đức Khánh (刘德庆) \| \| \| \| \| \| \| \| \| \| \| \| \| \| \| \| \| \| \| \| \| \| \| \| \| \| \| \| \| \| \| \| \| \| \| \| \| \| \| \| \| \| \| \| \| \| \| \| \| \| \| \| \| \| 3. Thuần Hiền Thân vương Trắc phi Lưu Giai thị, Thúy Nghiên \| \| \| \| \| \| \| \| \| \| \| \| \| \| \| \| \| \| \| \| \| \| \| \| \| \| \| \| \| \| \| \| \| \| \| \| \| \| \| \| \| \| \| \| \| \| \| \| \| \| \| \| |                                                             |  |  |  |  |  |  |  |  |  |  |  |  |  |  |  |
| |                                                             |  |  |  |  |  |  |  |  |  |  |  |  |  |  |  |
| | 11. Cao Tông Thuần Hoàng đế Hoằng Lịch                      |  |  |  |  |  |  |  |  |  |  |  |  |  |  |  |
| |                                                             |  |  |  |  |  |  |  |  |  |  |  |  |  |  |  |
| |                                                             |  |  |  |  |  |  |  |  |  |  |  |  |  |  |  |
| | 7. Nhân Tông Duệ Hoàng đế Ngung Diễm                        |  |  |  |  |  |  |  |  |  |  |  |  |  |  |  |
| |                                                             |  |  |  |  |  |  |  |  |  |  |  |  |  |  |  |
| |                                                             |  |  |  |  |  |  |  |  |  |  |  |  |  |  |  |
| | 12. Hiếu Nghi Thuần Hoàng hậu Ngụy Giai thị                 |  |  |  |  |  |  |  |  |  |  |  |  |  |  |  |
| |                                                             |  |  |  |  |  |  |  |  |  |  |  |  |  |  |  |
| |                                                             |  |  |  |  |  |  |  |  |  |  |  |  |  |  |  |
| | 4. Tuyên Tông Thành Hoàng đế Mân Ninh                       |  |  |  |  |  |  |  |  |  |  |  |  |  |  |  |
| |                                                             |  |  |  |  |  |  |  |  |  |  |  |  |  |  |  |
| |                                                             |  |  |  |  |  |  |  |  |  |  |  |  |  |  |  |
| | 13. Tam đẳng Thừa Ân công Hòa Nhĩ Kinh Ngạch (和尔经额)     |  |  |  |  |  |  |  |  |  |  |  |  |  |  |  |
| |                                                             |  |  |  |  |  |  |  |  |  |  |  |  |  |  |  |
| |                                                             |  |  |  |  |  |  |  |  |  |  |  |  |  |  |  |
| | 8. Hiếu Thục Duệ Hoàng hậu Hỉ Tháp Lạp thị                  |  |  |  |  |  |  |  |  |  |  |  |  |  |  |  |
| |                                                             |  |  |  |  |  |  |  |  |  |  |  |  |  |  |  |
| |                                                             |  |  |  |  |  |  |  |  |  |  |  |  |  |  |  |
| | 14. Vương Giai thị                                          |  |  |  |  |  |  |  |  |  |  |  |  |  |  |  |
| |                                                             |  |  |  |  |  |  |  |  |  |  |  |  |  |  |  |
| |                                                             |  |  |  |  |  |  |  |  |  |  |  |  |  |  |  |
| | 2. Thuần Hiền Thân vương Dịch Hoàn                          |  |  |  |  |  |  |  |  |  |  |  |  |  |  |  |
| |                                                             |  |  |  |  |  |  |  |  |  |  |  |  |  |  |  |
| |                                                             |  |  |  |  |  |  |  |  |  |  |  |  |  |  |  |
| | 15. Thông phán Bách Lộc (百禄)                              |  |  |  |  |  |  |  |  |  |  |  |  |  |  |  |
| |                                                             |  |  |  |  |  |  |  |  |  |  |  |  |  |  |  |
| |                                                             |  |  |  |  |  |  |  |  |  |  |  |  |  |  |  |
| | 9. Bút thiếp thức Linh Thọ (灵寿)                           |  |  |  |  |  |  |  |  |  |  |  |  |  |  |  |
| |                                                             |  |  |  |  |  |  |  |  |  |  |  |  |  |  |  |
| |                                                             |  |  |  |  |  |  |  |  |  |  |  |  |  |  |  |
| | 5. Trang Thuận Hoàng quý phi Ô Nhã thị                      |  |  |  |  |  |  |  |  |  |  |  |  |  |  |  |
| |                                                             |  |  |  |  |  |  |  |  |  |  |  |  |  |  |  |
| |                                                             |  |  |  |  |  |  |  |  |  |  |  |  |  |  |  |
| | 10. Ông thị                                                 |  |  |  |  |  |  |  |  |  |  |  |  |  |  |  |
| |                                                             |  |  |  |  |  |  |  |  |  |  |  |  |  |  |  |
| |                                                             |  |  |  |  |  |  |  |  |  |  |  |  |  |  |  |
| | 1. Tải Phong                                                |  |  |  |  |  |  |  |  |  |  |  |  |  |  |  |
| |                                                             |  |  |  |  |  |  |  |  |  |  |  |  |  |  |  |
| |                                                             |  |  |  |  |  |  |  |  |  |  |  |  |  |  |  |
| | 6. Ngũ phẩm Điển vệ Lưu Đức Khánh (刘德庆)                  |  |  |  |  |  |  |  |  |  |  |  |  |  |  |  |
| |                                                             |  |  |  |  |  |  |  |  |  |  |  |  |  |  |  |
| |                                                             |  |  |  |  |  |  |  |  |  |  |  |  |  |  |  |
| | 3. Thuần Hiền Thân vương Trắc phi Lưu Giai thị, Thúy Nghiên |  |  |  |  |  |  |  |  |  |  |  |  |  |  |  |
| |                                                             |  |  |  |  |  |  |  |  |  |  |  |  |  |  |  |
| |                                                             |  |  |  |  |  |  |  |  |  |  |  |  |  |  |  |

- Thân phụ: Thuần Hiền Thân vương Dịch Hoàn
- Thân mẫu: Thuần Hiền Thân vương Trắc phi Lưu Giai thị, tên Thúy Nghiên (翠妍), con gái Ngũ phẩm Điển vệ Lưu Đức Khánh (刘德庆).
- Phối ngẫu:
  - Chính thất: Ấu Lan, Qua Nhĩ Giai thị, con gái Vinh Lộc, cưới ngày 2 tháng 2 năm 1902, có hai con trai và ba con gái.
  - Thiếp thất: Đặng Giai thị (鄧佳氏), có hai con trai và bốn con gái.

### Con cái

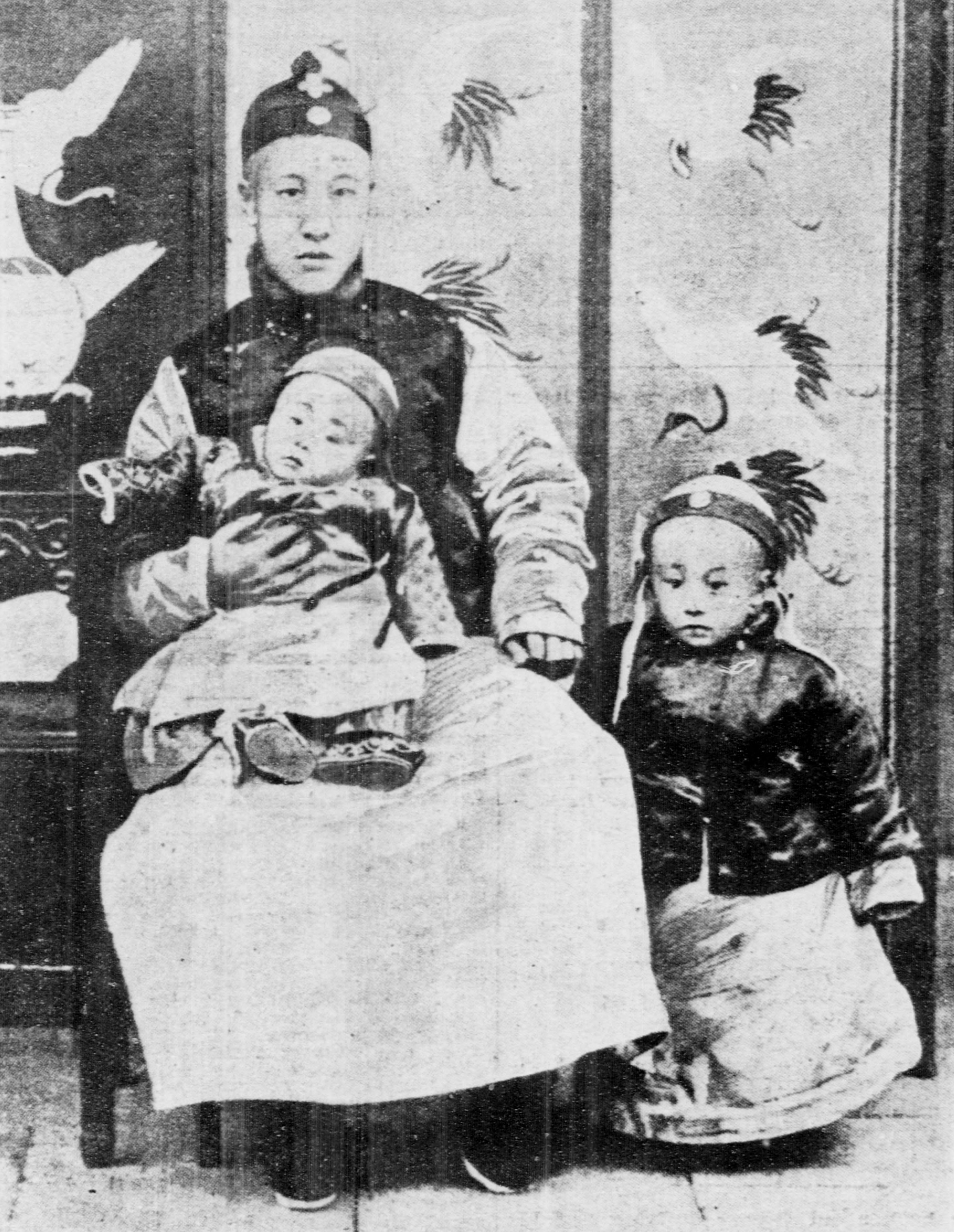
Tái Phong cùng với Phổ Nghi (bên phải) và Phổ Kiệt

Tái Phong có tổng cộng 11 người con sinh bởi 2 người vợ. Năm người con đầu do bà Ấu Lan sinh.
| Tên             | Tên khác                                                                        | Sinh                | Mất                  | Phối ngẫu                                                                          | Con cái                                                     |
| --------------- | ------------------------------------------------------------------------------- | ------------------- | -------------------- | ---------------------------------------------------------------------------------- | ----------------------------------------------------------- |
| Phổ Nghi (溥儀) | Tự: Diệu Chi (耀之) Bút danh: Hạo Nhiên (浩然) Tên khác: Phổ Hạo Nhiên (溥浩然) | 7 tháng 2 năm 1906  | 17 tháng 10 năm 1967 | 1. Quách Bố La Uyển Dung 2. Văn Tú 3. Đàm Ngọc Linh 4. Lý Ngọc Cầm 5. Lý Thục Hiền |                                                             |
| Phổ Kiệt (溥傑) | Tự: Tuấn Chi (俊之) Tên khác: Phổ Tuấn Chi (溥俊之)                             | 16 tháng 4 năm 1907 | 28 tháng 2 năm 1994  | 1. Đường Thạch Hà 2. Hiro Saga                                                     | 1. Tuệ Sinh 2. Yunsheng                                     |
| Uẩn Anh (韞媖)  |                                                                                 | 1909                | 1925                 | Quách Bố La Nhuận Lương (郭布羅·潤良)                                              |                                                             |
| Uẩn Hòa (韞和)  | Kim Hân Như (金欣如)                                                            | 1911                | 2001                 | Trịnh Quảng Nguyên (鄭廣元)                                                        | Trịnh Anh Tài (鄭英才) Hai con gái và một con trai          |
| Uẩn Dĩnh (韞穎) | Tự: Nhị Tú (蕊秀) Tên khác: Kim Nhị Tú (金蕊秀)                                 | 1913                | 1992                 | Quách Bố La Nhuận Kì (郭布羅·潤麒)                                                 | 1. Tông Yểm (宗弇) 2. Tông Quang (宗光) 3. Mạn Nhược (曼若) |

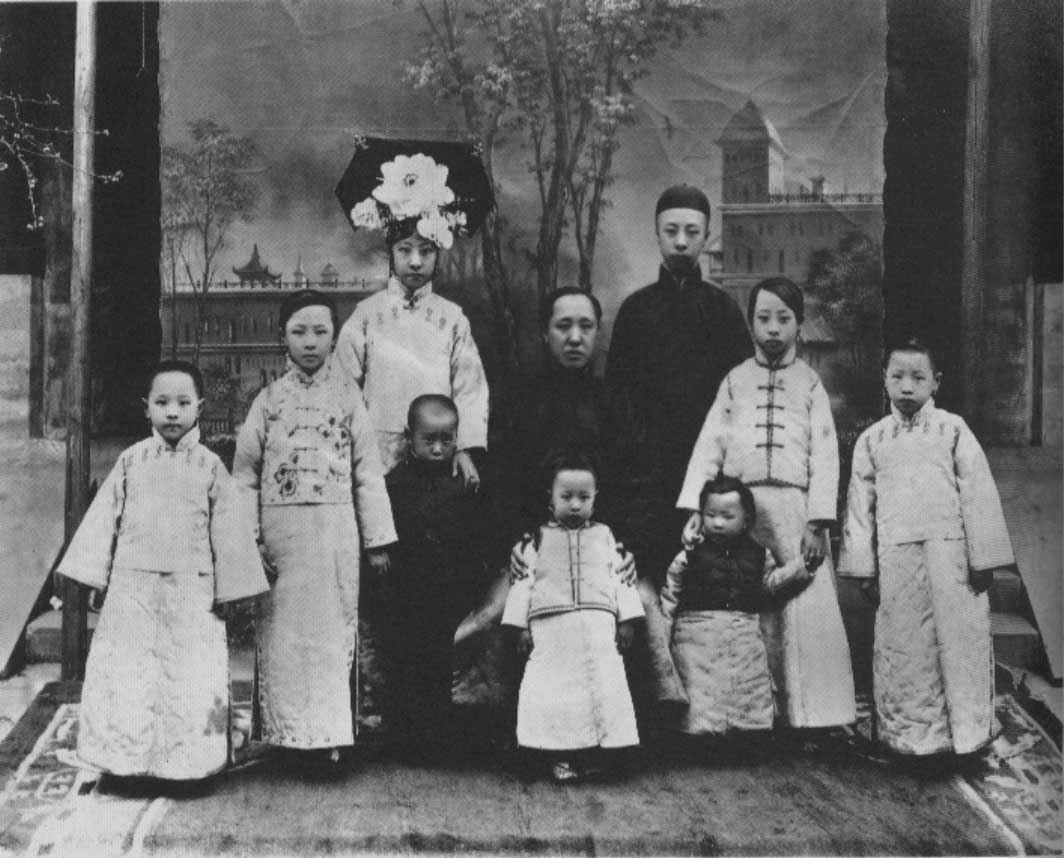
Chính giữa là Tái Phong và Lục Cách cách Uẩn Ngu. Bên trái (từ trái qua phải) là Ngũ Cách cách Uẩn Hinh, Tam Cách cách Uẩn Dĩnh, Đại Cách cách Uẩn Anh và Phổ Nhậm. Bên phải (từ phải qua trái) là Tứ Cách cách Uẩn Nhàn, Nhị Cách cách Uẩn Hòa, Thất Cách cách Uẩn Hoa và Phổ Kiệt.

Hai con trai và bốn con gái do bà Đặng Giai thị sinh.
| Tên             | Sinh                | Mất  | Phối ngẫu                                           | Con                         |
| --------------- | ------------------- | ---- | --------------------------------------------------- | --------------------------- |
| Uẩn Nhàn (韞嫻) | 1914                | 2003 | Triệu Kì Phan (趙琪璠)                              | Một con trai và một con gái |
| Phổ Khái (溥倛) | 1915                | 1918 |                                                     |                             |
| Uẩn Hinh (韞馨) | 1917                | 1998 | Vạn Gia Hi (萬嘉熙)                                 | Ba con trai và một con gái  |
| Phổ Nhậm (溥任) | 17 tháng 8 năm 1918 | 2015 | 1. Kim Du Đình (金瑜庭) 2. Trương Mậu Oánh (張茂瀅) | Ba con trai và hai con gái  |
| Uẩn Ngu (韞娛)  | 1919                | 1982 | Hoàn Nhan Ái Lan (完顏愛蘭)                         | Một con trai và bốn con gái |
| Uẩn Hoan (韞歡) | 11 tháng 9 năm 1921 | 2004 | Kiều Hoành Chí (喬宏志)                             | Hai con trai và một con gái |

## Tên và tước hiệu
- Tên:
  - Họ: Ái Tân Giác La (giản thể: 爱新觉罗; phồn thể: 愛新覺羅; bính âm: Àixīn Juéluó)
  - Tên: Tái Phong (giản thể: 载沣; phồn thể: 載灃; bính âm: Zǎifēng; Wade–Giles: Tsai-feng)
  - Tên tự: Bá Hàm (tiếng Trung: 伯涵; bính âm: Bóhán) hoặc Diệc Vân (giản thể: 亦云; phồn thể: 亦雲; bính âm: Yìyún)
  - Bút danh: Tĩnh Vân (giản thể: 静云; phồn thể: 靜雲; bính âm: Jìngyún; nghĩa đen 'Silent Cloud'). Về sau đổi thành Thư Tích (giản thể: 书癖; phồn thể: 書癖; bính âm: Shūpǐ; nghĩa đen 'nghiện sách').
- Tước hiệu:
  - Thuần Thân vương (giản thể: 醇亲王; phồn thể: 醇親王; bính âm: Chún Qīnwáng), hay Thuần vương. Tái Phong giữ tước hiệu này từ năm 1891 tới khi nhà Thanh sụp đổ năm 1911.
  - Nhiếp Chính vương (giản thể: 摄政王; phồn thể: 攝政王; bính âm: Shèzhèng Wáng)
- Tên khác:
  - Tải Tĩnh Vân (giản thể: 载静云; phồn thể: 載靜雲; bính âm: Zǎi Jìngyún)